# Gyda Christensen

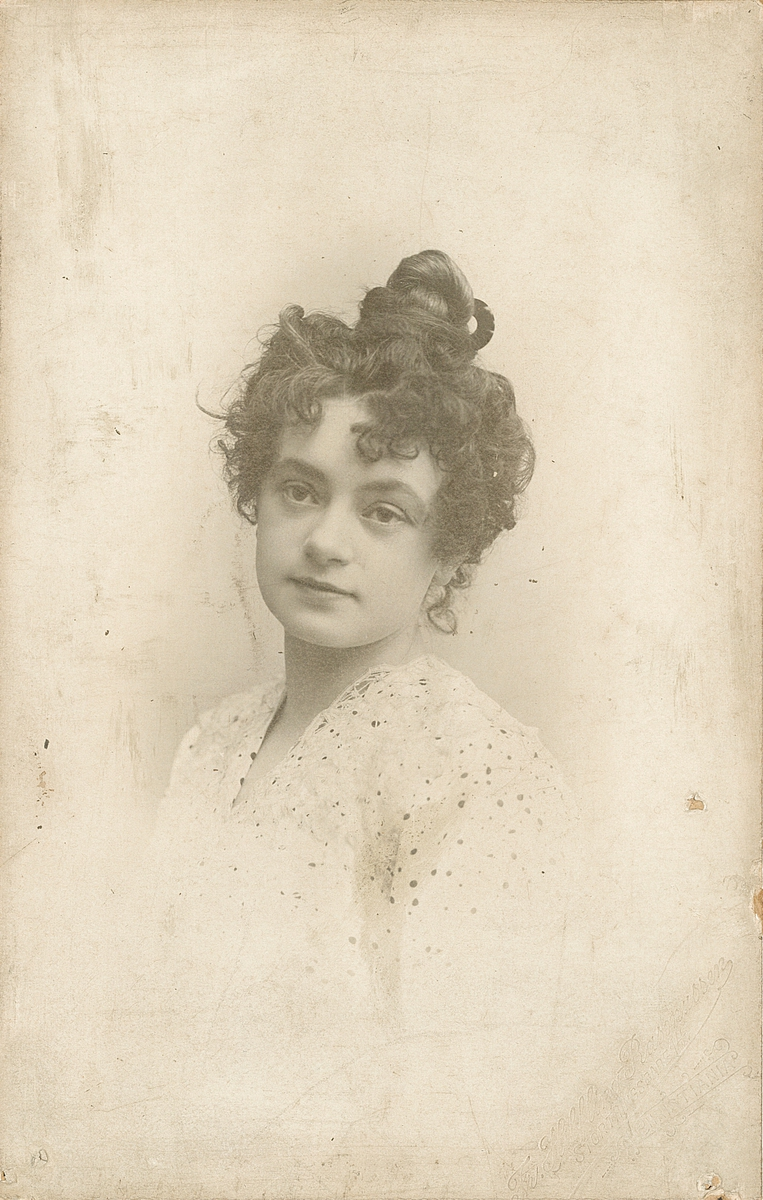
Gyda Christensen (um 1900)

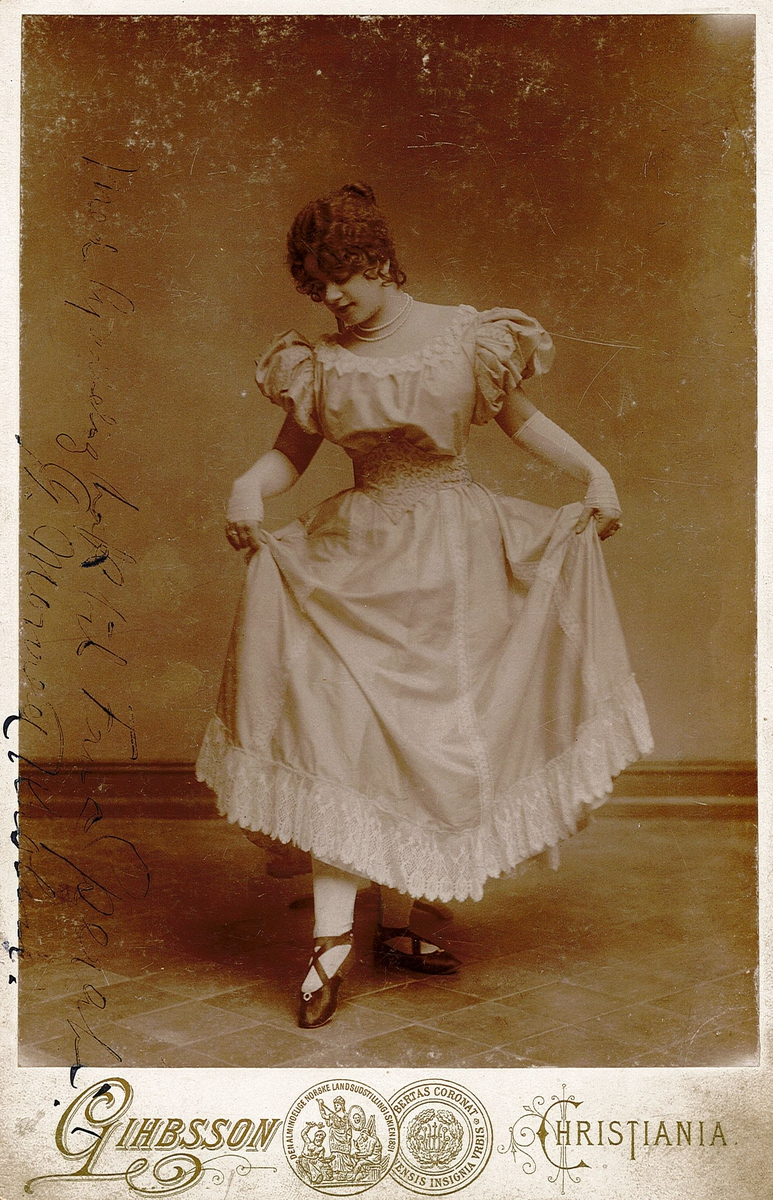
Gyda Christensen (um 1900)

Gyda Martha Kristine Christensen, geborene Andersen, auch bekannt als Gyda Christensen Hambro, Gyda Monrad Krohn, (* 21. Mai 1872 in Kristiania, heute Oslo; † 20. August 1964 ebenda) war eine norwegische Schauspielerin, Tänzerin und Choreografin. Sie war eine Pionierin des norwegischen Balletts und eine der Schlüsselfiguren bei der Etablierung des Klassischen Balletts als eigenständiger Kunstform in Norwegen. Sie gründete das erste professionelle Ballettensemble am Nationaltheatret in Oslo und schuf zahlreiche Ballettwerke und Choreografien. Ab 1935 war sie Intendantin am Oslo Nye Teater.

## Leben und Wirken
Gyda Christensen wuchs als einziges Kind von Ole Andersen (geboren 1842) und Cathrine Saabye (1843–1925) in Kristiania, heute Oslo, auf. In ihrer Jugend erhielt sie Musik- und Gesangsunterricht. 1893–1904 war sie mit dem aus einer Theaterfamilie stammenden Ingenieur Georg Monrad Krohn (1865–1934) verheiratet, 1905–1922 mit dem Theaterdirektor Halfdan Christensen (1873–1950) und ab 1946 mit dem Journalisten und Politiker Carl Joachim Hambro (1885–1964). Sie ist die Mutter der norwegischen Tänzerin und Schauspielerin Lillebil Ibsen.
Christensen war von 1894 bis 1899 für insgesamt sechs Spielzeiten am Kristiania Theater engagiert. 1899 wechselte sie an das neu eröffnete Nationaltheatret, wo sie bis 1920 zahlreiche Hauptrollen spielte. Inspiriert von der Wegbereiterin des modernen Ausdruckstanzes Isadora Duncan und der rhythmischen Erziehung von Émile Jaques-Dalcroze kreierte sie unter dem Titel Chopin i dansebilder (1909) zusammen mit dem Pianisten Karl Nissen eine neue Form der Musikvisualisierung. Um die tänzerischen Elemente des norwegischen Musiktheaters zu stärken, übernahm sie 1910 die Leitung der neu gegründeten Ballettschule am Nationaltheatret. Sie nahm Unterricht bei Emilie Walbom in Kopenhagen und bei Michel Fokine in St. Petersburg, um sich im klassischen Ballett weiterzubilden. Christensen war Gründerin des ersten professionellen Ballettensembles Norwegens und schuf zahlreiche Ballettintermezzi, Ballettpantomimen und eigenständige Ballettwerke, die am Nationaltheatret aufgeführt wurden. Sie gilt als zentrale Figur in der Etablierung des Balletts als eigenständige Kunstform in Norwegen.
Als Max Reinhardt im Dezember 1915 eines von Christensens Stücken in Oslo sah, war er derart begeistert, dass er sie als Choreografin an das Deutsche Theater Berlin und als Lehrerin der dortigen Schauspielschule verpflichtete, wo sie bis 1919 unterrichtete. Am Deutschen Theater schuf Christensen die Choreografien zur Ballettpantomime Die grüne Flöte (1916) und Prima Ballerina (1917). 
1920 wechselte Christensen an das Osloer Centralteatret, wo sie für ihre schauspielerischen Leistungen unter anderem als Mumie in August Strindbergs Spøkelsessonaten (1921), als Nora in Henrik Ibsens Et dukkehjem (1922) und in der Titelrolle von Eugene O’Neills Anna Christie (1924) gefeiert wurde. Ab 1928 war sie am Oslo Nye Teater zunächst als Schauspielerin und Regisseurin engagiert, ab 1935 bis 1945 übernahm sie dann die Intendanz und Leitung des Theaters. Bis 1950 führte sie weiterhin Regie am Nye Teater. Im Alter von 77 Jahren zeigte sie mit Elsker, elsker ikke (1950), der norwegischen Erstaufführung des Theaterstücks Ardèle ou la Marguerite von Jean Anouilh, ihre letzte Regiearbeit.

## Choreografien (Auswahl)
- 1910: Brudesløret, nach Arthur Schnitzler: Der Schleier der Beatrice, Regie: Halfdan Christensen, Nationaltheatret Oslo[9]
- 1911: Barnepantomime med dans (Kinderpantomime mit Tanz), im Vorprogramm zu En søndag på Amager (Ein Sonntag auf Amager) von Johanne Luise Heiberg, Nationaltheatret Oslo[10]
- 1916: Hugo von Hofmannsthal (anonym):[11] Die grüne Flöte (Ballett in 3 Akten), Regie: Max Reinhardt, Musikalische Leitung: Einar Nilson, Bühnenbild: Ernst Stern, Deutsches Theater Berlin[12]
- 1917: Hugo von Hofmannsthal: Prima Ballerina. Ein Tag aus dem Leben einer Tänzerin, Regie: Max Reinhardt, Deutsches Theater Berlin[13]

## Regie (Auswahl)
- 1918: Lakmé (Nationaltheatret) – Musik: Léo Delibes, Libretto: Edmond Gondinet und Philippe Gille[14]
- 1919: Faust (Trondhjems Nationale Scene) – Musik: Charles Gounod, Libretto: Jules Barbier und Michel Carré[15]
- 1921: Spøkelsessonaten (Centralteatret) – Text: August Strindberg[16]

## Schauspiel (Auswahl)
- 1922: Henrik Ibsen: Et dukkehjem (Nora oder Ein Puppenheim), Regie: Harald Otto, Centralteatret Oslo, als Nora[17]
- 1924: Eugene O’Neill: Anna Christie, Centralteatret Oslo, als Anna Christie[18]
- 1925: Henrik Ibsen: Hedda Gabler, Regie: Theodor Berge, Centralteatret Oslo, als Frau Thea Elvsted